# 14 î.Hr.

## Nașteri
- 24 mai: Germanicus  (d. 19)
- 23 octombrie: Agrippina Maior  (d. 33)